# Muizenoorvedermot
De muizenoorvedermot (Oxyptilus pilosellae) is een vlinder uit de familie vedermotten (Pterophoridae). De wetenschappelijke naam is voor het eerst geldig gepubliceerd in 1841 door Zeller.
De soort komt voor in Europa.